# Andreas Roth (Fußballspieler, 1956)
Andreas Roth (* 11. April 1956 in Leipzig) ist ein ehemaliger deutscher Fußballspieler. In der höchsten Spielklasse des DDR-Fußballs, der Oberliga, spielte er für den 1. FC Lokomotive Leipzig und die BSG Chemie Leipzig. Mit dem 1. FC Lok gewann er zweimal den DDR-Fußballpokal. Er ist mehrfacher Junioren- und Nachwuchsnationalspieler.

## Sportliche Laufbahn

### Gemeinschafts- und Clubstationen
Roth begann seine Laufbahn 1963 in der Nachwuchsabteilung der Betriebssportgemeinschaft Chemie Leipzig. Mit 16 Jahren wechselte er im Oktober 1972 zum stärker geförderten Fußballclub der Messestadt, dem Spitzenklub 1. FC Lokomotive Leipzig. Dort spielte im Nachwuchs und schaffte den Sprung in die Juniorenoberligamannschaft. 1974 wurde er, in der Abwehr spielend, mit dem 1. FC Lok DDR-Juniorenmeister. Während seiner Zeit als Juniorenspieler absolvierte Roth eine Lehre zum Werkzeugmacher.
Seinen Einstand in der DDR-Oberliga gab Roth am 19. Oktober 1974, als er in der Begegnung des 9. Spieltages zwischen dem BFC Dynamo und dem 1. FC Lok (3:1) in der 73. Minute eingewechselt wurde. In seiner ersten Oberligasaison 1974/75 kam er insgesamt zu 13 Erstligaeinsätzen, darunter waren sechs Spiele, die er über die volle Spielzeit absolvierte, jeweils als Verteidiger.
In seiner zweiten Oberligasaison 1975/76 kam der 1,75 Meter große Roth bereits auf 23 Punktspieleinsätze, wurde nun aber hauptsächlich im Mittelfeld aufgeboten. Bereits hier zeigte sich, dass er variabel einsetzbar war, denn während des ganzen Jahres spielte er immer wieder auf unterschiedlichen Positionen, eine Eigenschaft, die ihn über weite Strecken seiner Karriere kennzeichnete. Am Ende seines zweiten Oberligajahres konnte er seinen ersten Erfolg im Männerbereich feiern. Am 1. Mai 1976 gewann er mit dem 1. FC Lok das Finale um den DDR-Fußballpokal. Beim 3:0-Sieg über den FC Vorwärts Frankfurt/Oder war er linker Mittelfeldspieler und erzielte das Tor zum 3:0-Endstand. Zuvor war er auch in alle sechs Pokalspielen eingesetzt worden. In den folgenden Jahren war er ohne längere Ausfälle Stammspieler der Leipziger, pendelnd zwischen Mittelfeld und Abwehr. Nach einer schwächeren Saison 1979/80 mit nur 17 Oberliga-Punktspielen hatte Roth 1980/81 seine erfolgreichste Oberligaspielzeit. Diesmal nur im Mittelfeld, dort aber sowohl rechts wie links als auch im Zentrum aufgeboten, fehlte er nur in einer Begegnung. Die Saison beendete er mit seinem zweiten Pokalsieg. Am 7. Juni 1981 war er zentraler Mittelfeldspieler in der Wiederholung des 1976er Pokalendspiels 1. FC Lok – Vorwärts Frankfurt/Oder, das die Leipziger diesmal mit 4:1 gewannen. 1981/82 erreichte Roth mit dem 1. FC Lok seine beste Oberliga-Endplatzierung mit Rang drei. Vom 12. Spieltag an hatte es den Anschein gegeben, als hätte Trainer Harro Miller eine endgültige Position für Roth gefunden, denn in den folgen 13 Einsätzen spielte er als rechter Verteidiger. Auf dieser Position wurde er auch in den beiden ersten Spielen der Saison 1982/83 eingesetzt, doch danach kam er verletzungsbedingt später bis zum Saisonende nur noch zweimal zum Einsatz. Anschließend verließ Roth den 1. FC Lok Leipzig nach 168 Oberligaspartien (acht Tore), 37 nationalen Pokalbegegnungen (fünf Treffer) und sechs Einsätzen im Europapokal (ohne Torerfolg).
In der Saison 1983/84 spielte Roth für den Oberligaaufsteiger Chemie Leipzig. Nach einer wenig erfolgreichen Hinserie mit nur sechs Einsätzen in der Oberligamannschaft, fasste er mit allen 13 Punktspielen in der Rückrunde als linker Verteidiger Fuß in seiner neuen Mannschaft. In der folgenden Spielzeit 1984/85 verfolgten ihn langwierige Verletzungen, sodass er nur siebenmal in der Oberliga zum Einsatz kam. Am Saisonende schloss Roth seine Oberligakarriere ab und wechselte zur Saison 1985/86 zur zweitklassigen Ligaelf der Wismut Gera. Im Herbst 1986 ging der frühere Erstligakicker von Gera zur BSG Chemie Böhlen, der er bis Herbst 1987 zur Verfügung stand. In der Rückrunde der Ligaspielzeit 1988/89 lief Roth für die BSG Motor Grimma auf. Nach dem Abstieg der Motor-Elf als Tabellenletzter der Staffel B verlor sich Roths Spur im höherklassigen Fußball.

### Auswahleinsätze
Nach seinem Wechsel zum 1. FC Lok Leipzig beriefen ihn die Auswahltrainer des DFV für internationale Aufgaben. Sein erstes U-18-Länderspiel bestritt er am 25. November 1972 in der Begegnung zwischen der Sowjetunion und der DDR (2:1) in Otschamtschira als Einwechselspieler. In seinen insgesamt 30 Länderspielen, die er bis 1974 für die DDR-Juniorennationalelf absolvierte, wurde er in der Regel als linker Verteidiger eingesetzt. Im Frühjahr 1973 wurde er mit den ostdeutschen U-18 nach einem 2:3 gegen England Zweiter des UEFA-Juniorenturniers, der inoffiziellen Europameisterschaft dieser Altersklasse. Beim Turnier 1974 in Schweden scheiterten die DDR-Junioren bereits in der Vorrunde.
Sein Debüt in der ostdeutschen Nachwuchsauswahl gab der Lok-Akteur am 24. September 1974. Im Spiel gegen die U-21 der Tschechoslowakei (1:1) spielte er im zentralen Mittelfeld. 1978 wurde er mit der DFV-Nachwuchsauswahl nach 0:1 und 4:4 in den Finalspielen gegen Jugoslawien Zweiter der U-21-Europameisterschaft. Auch weit nach Überschreiten der Altersgrenze wurde Roth als tragende Säule dieser Mannschaft bis Mai 1981 immer wieder aufgeboten. Insgesamt sind bisher für ihn 42 Partien im Nachwuchsbereich, davon 41 in der U-21 und eines 1976 in der damals noch parallel antretenden U-23, in den Quellen zu finden.
Am 19. Mai 1976 bestritt Roth sein einziges Länderspiel in der DDR-B-Nationalmannschaft. In der mit 3:1 siegreich absolvierten Partie gegen Kuba in Zittau war er als rechter Mittelfeldspieler eingesetzt worden.